# Svetlana Toma
Svetlana Andreyevna Toma (en ruso: Светла́на Андре́евна То́ма; n. 24 de mayo de 1947 Chișinău, Unión Soviética), nacida Svetlana Andreyevna Fomichova (Светлана Андреевна Фомичёва) es una actriz de cine de nacionalidad moldava y rusa. Ganó especial notoriedad en la Unión Soviética al participar en varias películas del director moldavo Emil Loteanu. Es madre de la también actriz moldava Irina Latchina.

## Biografía
Svetlana Fomichova nació en Kishinev (actualmente denominada Chișinău) en la República Socialista Soviética de Moldavia, donde se graduó en arte dramático. Debutó en los estudios Moldova-Film en 1966, en la película de Emil Loteanu Krasnye polyany. Con Loteanu como director protagonizó las películas más importantes de éste, como Lautarii (1971), Tabor ukhodit v nebo («Los gitanos se van al cielo», 1975), Moy laskovyy i nezhnyy zver (1978) o Anna Pavlova (1983).
Tras la caída de la Unión Soviética, Svetlana Toma se dedicó, principalmente, al cine y televisión en Rusia. En 1993 fue la presentadora de los VII Premios de Cine de la Academia Rusa. Su último trabajo fue la telenovela rusa Bednaya Nastya («Pobre Nastya»).

## Filmografía
- Poklonnik (2001)
- Budem zhit (1995)
- Bluzhdayushchiye zvyozdy (1991)

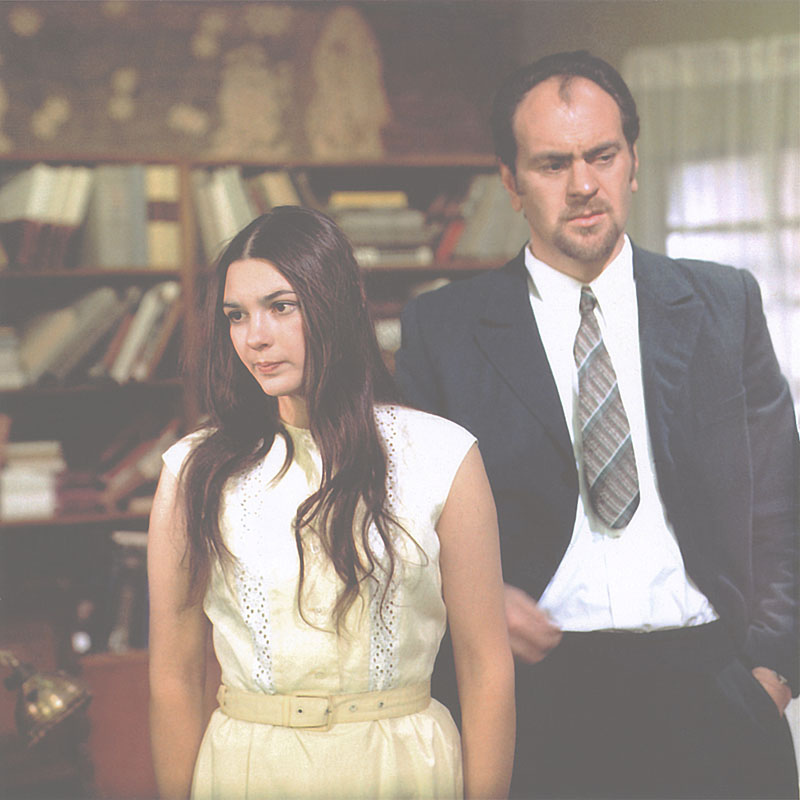
La actriz junto a Ion Ungureanu.

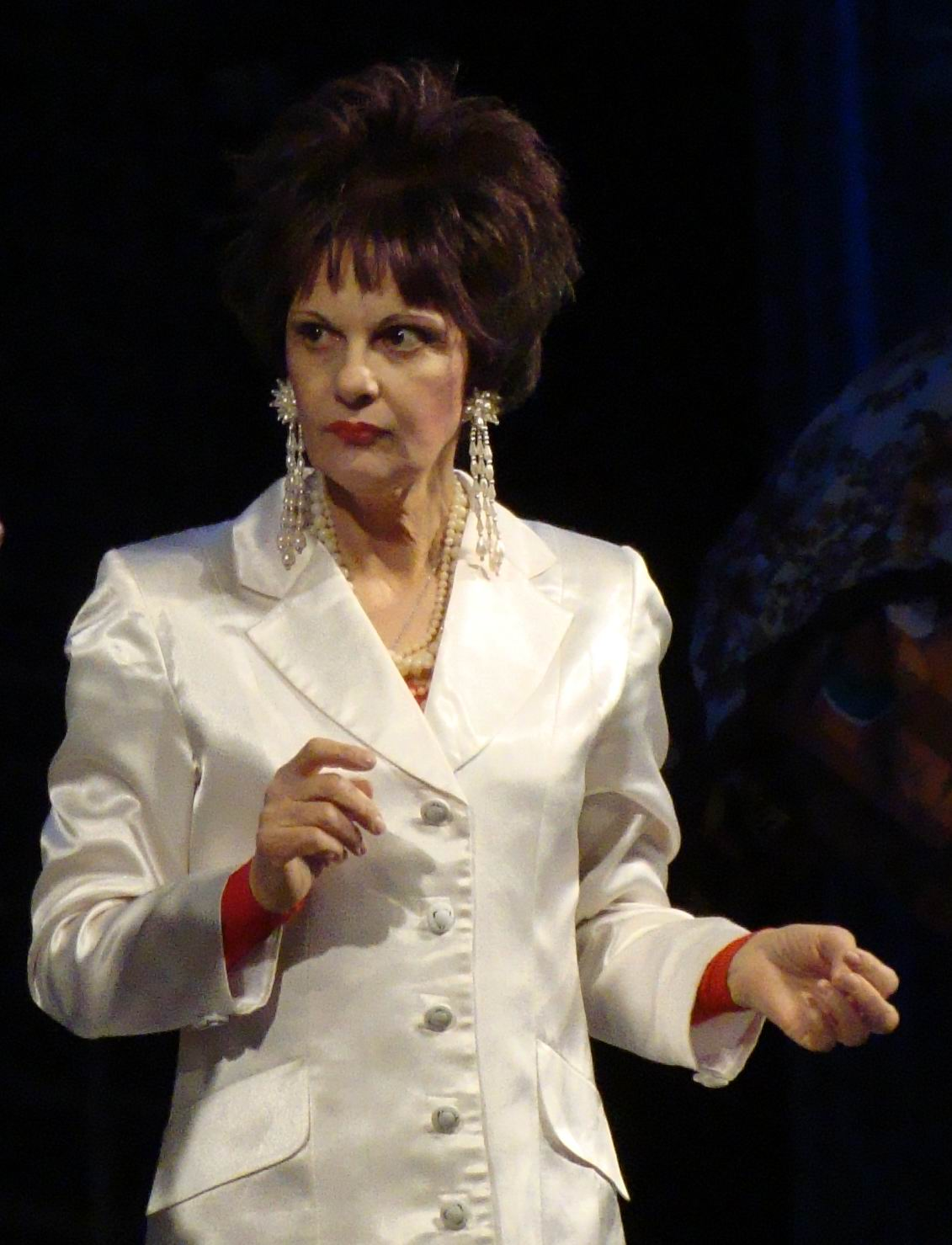
Svetlana Toma en 2009.

- Igra v smert, ili postoronniy (1991)
- Dina (1990)
- Bez nadezhdy nadeyus (1989)
- Vdvoyom na grani vremeni (1989)
- Istoriya odnoy bilyardnoy komandi (1988)
- Zapadnya (1988)
- Chemi boshebi (1987)
- Dikiy veter (1986)
- Sem krikov v okeane (1986)
- Kak stat znamenitym (1984)
- Anna Pavlova (1983)
- Gmadlobt Ratili (1983)
- Kto stuchitsya v dver' ko mne (1982)
- Padeniye Kondora (1982)
- Tayna zapisnoy knizhki (1981)
- Lyudi v okeane (1980)
- U chertova logova (1980)
- Elodet mokavshires (1979)
- Ya khochu pet (1979)
- Moy laskovyy i nezhnyy zver (1978)
- Podozritelnyy (1978)
- Bratyuzhka (1976)
- Tabor ukhodit v nebo (1975)
- Ekho goryachey doliny (1974)
- Dom dlya Serafima (1973)
- Lautarii (1971)
- Eto mgnovenie (1968)
- Zhivoy trup (1968)
- Krasnye polyany (1966)

## Televisión
- Bednaya Nastya (2003) como Sychikha
- Vorovka 2. Schastye na prokat (2002)
- Luceafarul (1987) como Veronica Micle
- Kapitan Fracasse (1984) como Serafina
- Blagochestivaya Marta (1980)
- Sluchai na festivale (1976) como Viorica